# Ксенофил
Ксенофил (стгрч. Ξενοφιλος Ξενοφιλος; 4. век пре нове ере), из Халкидике је био питагорејски филозоф и музичар који је живео у првој половини 4. века пре нове ере. Аулус Гелије наводи да је Ксенофил био блиски пријатељ и учитељ Аристоксена и имплицира да га је Ксенофил подучавао питагорејској доктрини. За њега се говорило да је припадао последњој генерацији питагорејаца, и он је једини питагорејац за кога се зна да је живео у Атини у 4. веку пре нове ере.
Према Диогену Лаерцију, Аристоксен је написао да када је неко једном упитао Ксенофила како би најбоље могао да образује свог сина, Ксенофил је одговорио: „Учинивши га грађанином државе којом се добро управља.“ У Макробијима из Псеудо-Луцијана. , претпоставља се да је Аристоксен рекао да је Ксенофил живео 105 година. Ксенофил је уживао значајну славу у ренесанси, очигледно због Плинијеве тврдње да је живео 105 година а да никада није био болестан.